# Friherrinnan von Rosens flickpension
Friherrinnan von Rosens flickpension var en flickpension i Helsingfors i Finland, aktiv från 1838 till 1844. Det betraktas som en föregångare till Fruntimmersskolan i Helsingfors, och därmed till den offentliga utbildningen för kvinnor i Finland. 
Skolan öppnades i Helsingfors hösten 1838 av friherrinnan Sofie von Rosen från Estland, som tidigare med framgång hade drivit en flickpension i Reval i tolv års tid. 
En annons i Finlands Allmänna Tidning löd då:
"Twänne för närvarande i Reval bosatte Damer, Fru von Rosen och Demoiselle Gedner, hwilka sedan 12 år med erkänd framgång handhaft unga flickors uppfostran af Adeln och de högre Stånden i Esthland och derunder, flere af de sistförflutne åren, förestått en af nämnde Lands Adel inrättad och af hwarje competent person särdeles låfordad bildningsanstalt för unga fruntimmer".
Det hade tidigare funnits flickpensioner främst i Åbo, som tidigare varit Finlands huvudort, men Friherrinnan von Rosens flickpension kom att få stor framgång i Helsingfors, som hade blivit Finlands huvudstad. Skolan ska ha varit det dåtida Finlands mest framgångsrika skola för flickor. Bland dess elever fanns Adelaide Ehrnrooth. Det har sagts om skolan: 
"[...] friherrinnan v.Rosens pension i Helsingfors, en skola, som torde räknat ett större antal elever än något liknande läroverk förut lyckats tillvinna sig. Man kan säga, att den i viss grad bearbetade jordmånen för de offentliga flickskolorna [...]" 
Dess betydelse kan märkas av att grundandet av Fruntimmersskolan i Helsingfors år 1844, vilket blev Finlands första skola med seriös sekundärutbildning för flickor, ledde till att Friherrinnan von Rosens flickpension tvingades stänga, vilket antyder att denna skola tidigare hade varit huvudskolan för den finska huvudstadens flickor, även för döttrar till föräldrar som sedan valde en skola som erbjöd seriös undervisning till sina elever, något som också antyder att skolan erbjöd en högre undervisning än flickpensioner vanligen gav.[källa behövs] Sofie von Rosen stängde skolan 1844 och flyttade då tillbaka till Estland.